# マット・ドミンゲス (野球)
マシュー・スコット・ドミンゲス（Matthew Scott Dominguez , 1989年8月28日 - ）は、 アメリカ合衆国カリフォルニア州ロサンゼルス郡ロサンゼルス市バン・ナイズ出身の元プロ野球選手（三塁手、一塁手）。右投右打。

## 経歴

### プロ入り前
チャッツワース高等学校時代はマイク・ムスタカスとチームメイトであり、ドミンゲスが三塁、ムスターカスが遊撃を守っていた。

### プロ入りとマーリンズ時代
2007年のMLBドラフト1巡目（全体12位）でフロリダ・マーリンズから指名され、プロ入りした。なお、同年のドラフト2巡目（全体76位）はマイク・スタントンだった。マイナー時代は三塁守備の評価は非常に高い一方で、打撃で期待に沿う成績は残せなかった。
2011年9月6日のニューヨーク・メッツ戦で代打として出場し、メジャーデビューを果たした。

### アストロズ時代
2012年7月4日にマーリンズがカルロス・リーを獲得したトレードの見返りとしてロブ・ラスムッセンと共にヒューストン・アストロズへ移籍した。8月31日のシンシナティ・レッズ戦でマイク・リークからメジャー初本塁打を放った。
2013年は三塁のレギュラーポジションを手中に収め、152試合に出場した。打率は.241、出塁率はリーグワースト2位の.286ながら、21本塁打・77打点を記録し、パワーを発揮した。予てより評価の高かった三塁守備は、三塁手としてリーグ最多タイの16失策を犯したものの、守備防御点は＋8だった。また、5月11日のテキサス・レンジャーズ戦ではダルビッシュ有から1試合2本塁打を記録した。
2014年もレギュラーとして自己最多の157試合に出場したが、攻守で精彩を欠いた。
2015年は新加入のルイス・バルブエナに三塁の定位置を奪われ、開幕から傘下のAAA級フレズノ・グリズリーズでプレーし、6月8日にDFAとなった。

### ブルワーズ傘下時代
2015年6月16日にウェイバー公示を経てミルウォーキー・ブルワーズへ移籍した。同日マイナー・オプションを行使され、傘下のAAA級コロラドスプリングス・スカイソックスに配属された。

### ブルージェイズ時代
2015年9月6日にウェイバー公示を経てトロント・ブルージェイズへ移籍した。しかし、レギュラーシーズンではメジャーの舞台でプレーする機会が訪れないまま幕を閉じた。
2016年9月2日にDFAとなり、翌3日に40人枠を外れAAA級バッファロー・バイソンズへ配属された。オフの11月7日にFAとなった。

### レッドソックス傘下時代
2016年12月12日にボストン・レッドソックスとマイナー契約を結び、2017年のスプリングトレーニングに招待選手として参加した。
2017年は傘下のAAA級ポータケット・レッドソックスでプレーし、116試合に出場して打率.264・16本塁打・67打点・3盗塁の成績を残した。オフの11月6日にFAとなった。

### ロッテ時代
2018年1月10日に千葉ロッテマリーンズが獲得を発表した。5月5日に一軍登録された。6月上旬までは好調を維持していたものの、若手中心に起用していく采配方針から、なかなか試合に出場する事ができず、失速した。最終的には打率.190・7本塁打・16打点だった。11月20日に球団から契約を更新しないことが発表された。12月2日、自由契約公示された。

## 詳細情報

### 年度別打撃成績
| 年 度    | 球 団    | 試 合 | 打 席 | 打 数 | 得 点 | 安 打 | 二 塁 打 | 三 塁 打 | 本 塁 打 | 塁 打 | 打 点 | 盗 塁 | 盗 塁 死 | 犠 打 | 犠 飛 | 四 球 | 敬 遠 | 死 球 | 三 振 | 併 殺 打 | 打 率 | 出 塁 率 | 長 打 率 | O P S |
| -------- | -------- | ----- | ----- | ----- | ----- | ----- | -------- | -------- | -------- | ----- | ----- | ----- | -------- | ----- | ----- | ----- | ----- | ----- | ----- | -------- | ----- | -------- | -------- | ----- |
| 2011     | FLA      | 17    | 48    | 45    | 2     | 11    | 4        | 0        | 0        | 15    | 2     | 0     | 0        | 0     | 0     | 2     | 0     | 1     | 8     | 2        | .244  | .292     | .333     | .625  |
| 2012     | HOU      | 31    | 113   | 109   | 14    | 31    | 2        | 2        | 5        | 52    | 16    | 0     | 0        | 0     | 0     | 4     | 1     | 0     | 17    | 4        | .284  | .310     | .477     | .787  |
| 2013     | HOU      | 152   | 589   | 543   | 56    | 131   | 25       | 0        | 21       | 219   | 77    | 0     | 1        | 2     | 7     | 30    | 1     | 7     | 96    | 17       | .241  | .286     | .403     | .690  |
| 2014     | HOU      | 157   | 607   | 564   | 51    | 121   | 17       | 0        | 16       | 186   | 57    | 0     | 1        | 2     | 7     | 29    | 2     | 5     | 125   | 23       | .215  | .256     | .330     | .586  |
| 2016     | TOR      | 5     | 12    | 11    | 0     | 0     | 0        | 0        | 0        | 0     | 0     | 0     | 0        | 0     | 0     | 1     | 0     | 0     | 3     | 0        | .000  | .083     | .000     | .083  |
| 2018     | ロッテ   | 37    | 93    | 84    | 11    | 16    | 4        | 0        | 7        | 41    | 16    | 0     | 0        | 0     | 0     | 6     | 0     | 3     | 18    | 0        | .190  | .269     | .488     | .757  |
| MLB：5年 | MLB：5年 | 362   | 1369  | 1272  | 123   | 294   | 48       | 2        | 42       | 472   | 152   | 0     | 2        | 4     | 14    | 66    | 4     | 13    | 249   | 46       | .231  | .273     | .371     | .644  |
| NPB：1年 | NPB：1年 | 37    | 93    | 84    | 11    | 16    | 4        | 0        | 7        | 41    | 16    | 0     | 0        | 0     | 0     | 6     | 0     | 3     | 18    | 0        | .190  | .269     | .488     | .757  |

- 2018年度シーズン終了時

### 年度別守備成績
| 年 度 | 球 団  | 三塁（3B） | 三塁（3B） | 三塁（3B） | 三塁（3B） | 三塁（3B） | 三塁（3B） | 一塁（1B） | 一塁（1B） | 一塁（1B） | 一塁（1B） | 一塁（1B） | 一塁（1B） |
| 年 度 | 球 団  | 試 合      | 刺 殺      | 補 殺      | 失 策      | 併 殺      | 守 備 率   | 試 合      | 刺 殺      | 補 殺      | 失 策      | 併 殺      | 守 備 率   |
| ----- | ------ | ---------- | ---------- | ---------- | ---------- | ---------- | ---------- | ---------- | ---------- | ---------- | ---------- | ---------- | ---------- |
| 2011  | FLA    | 16         | 6          | 21         | 2          | 1          | .931       | -          | -          | -          | -          | -          | -          |
| 2012  | HOU    | 31         | 18         | 59         | 1          | 9          | .987       | -          | -          | -          | -          | -          | -          |
| 2013  | HOU    | 149        | 92         | 323        | 16         | 28         | .963       | -          | -          | -          | -          | -          | -          |
| 2014  | HOU    | 153        | 109        | 278        | 11         | 22         | .972       | -          | -          | -          | -          | -          | -          |
| 2016  | TOR    | 3          | 7          | 4          | 0          | 0          | 1.000      | 1          | 9          | 0          | 0          | 1          | 1.000      |
| 2018  | ロッテ | 14         | 110        | 8          | 0          | 9          | 1.000      | 4          | 0          | 1          | 0          | 0          | 1.000      |
| MLB   | MLB    | 352        | 232        | 685        | 30         | 60         | .968       | 1          | 9          | 0          | 0          | 1          | 1.000      |
| NPB   | NPB    | 14         | 110        | 8          | 0          | 9          | 1.000      | 4          | 0          | 1          | 0          | 0          | 1.000      |

- 2018年度シーズン終了時

### 記録
NPB
- 初出場・初先発出場：2018年5月5日、対北海道日本ハムファイターズ8回戦（札幌ドーム）、7番・指名打者として先発出場
- 初打席：同上、2回表に有原航平から空振り三振
- 初安打・初本塁打・初打点：2018年5月11日、対埼玉西武ライオンズ7回戦（メットライフドーム）、佐野泰雄から左越3ラン

### 背番号
- 54（2011年）
- 30（2012年 - 2014年）
- 28（2016年）
- 42（2018年）